# Гаяна на літніх Олімпійських іграх 1992
Гаяну на літніх Олімпійських іграх 1992 року у Барселоні представляли шість спортсменів (5 чоловіків та одна жінка) у трьох видах спорту — легкій атлетиці, велоспорті та боксі. Прапороносцем на церемонії відкриття Олімпіади був велогонщик Обрі Річмонд. Гаяна водинадцяте брала участь у літніх Олімпійських іграх (у 1948—1964 роках як Британська Гвіана). Гаянські атлети не здобули жодних медалей.

## Спортсмени
| Вид спорту     | Чоловіки | Жінки | Загалом |
| -------------- | -------- | ----- | ------- |
| Легка атлетика | 2        | 1     | 3       |
| Бокс           | 2        | 0     | 2       |
| Велоспорт      | 1        | 0     | 1       |
| Загалом        | 5        | 1     | 6       |

## Бокс
| Спортсмен    | Дисципліна | Перший раунд                | Другий раунд           | Чвертьфінал        | Півфінал           | Фінал              | Фінал |
| Спортсмен    | Дисципліна | Суперник Результат          | Суперник Результат     | Суперник Результат | Суперник Результат | Суперник Результат | Місце |
| ------------ | ---------- | --------------------------- | ---------------------- | ------------------ | ------------------ | ------------------ | ----- |
| Діллон Керью | до 63,5 кг | Рафаель Ромеро (DOM) W 19:4 | Марк Ледюк (CAN) L 0:5 | не пройшов         | не пройшов         | не пройшов         | 9T    |
| Ендрю Льюїс  | до 67 кг   | Андреас Отто (GER) L 7:8    | не пройшов             | не пройшов         | не пройшов         | не пройшов         | 17T   |

## Велоспорт
Шосейні велоперегони
| Спортсмен    | Дисципліна                             | Фінал        | Фінал        |
| Спортсмен    | Дисципліна                             | Результат    | Місце        |
| ------------ | -------------------------------------- | ------------ | ------------ |
| Обрі Річмонд | індивідуальна шосейна гонка (чоловіки) | не фінішував | не фінішував |

## Легка атлетика
Трекові і шосейні дисципліни
| Спортсмен      | Дисципліна       | Попередній забіг | Попередній забіг | Чвертьфінал | Чвертьфінал | Півфінал   | Півфінал   | Фінал      | Фінал      |
| Спортсмен      | Дисципліна       | Результат        | Місце            | Результат   | Місце       | Результат  | Місце      | Результат  | Місце      |
| -------------- | ---------------- | ---------------- | ---------------- | ----------- | ----------- | ---------- | ---------- | ---------- | ---------- |
| Десмонд Гектор | 800 м (чоловіки) | 1:51.43          | 41               | Н/Д         | Н/Д         | не пройшов | не пройшов | не пройшов | не пройшов |

Польові дисципліни
| Спортсмен       | Дисципліна                   | Кваліфікація | Кваліфікація | Фінал      | Фінал      |
| Спортсмен       | Дисципліна                   | Результат    | Місце        | Результат  | Місце      |
| --------------- | ---------------------------- | ------------ | ------------ | ---------- | ---------- |
| Марк Мейсон     | Стрибки у довжину (чоловіки) | 7.83         | 15           | не пройшов | не пройшов |
| Наджума Флетчер | Стрибки у висоту (жінки)     | 1.79         | 38           | не пройшла | не пройшла |